# Die Schwarzwaldklinik/Episodenliste
Diese Episodenliste enthält alle Episoden der deutschen Fernsehserie Die Schwarzwaldklinik, sortiert nach dem Datum der Erstausstrahlung im ZDF. Die Fernsehserie umfasst drei Staffeln mit insgesamt 70 Episoden (1985 bis 1989), ein 20-minütiges Weihnachtsspecial (1991) sowie zwei Fernsehfilme als Specials in Spielfilmlänge (2005).
Alle Episoden bis auf drei Ausnahmen haben eine Laufzeit von etwa 45 Minuten. Bei den Episoden Die Heimkehr, Der Versager und Die Reise nach Amerika handelt es sich um Doppelfolgen mit einer Länge von ca. 90 Minuten. Bei der Erstausstrahlung wurden beide Teile jeweils direkt nacheinander gesendet. Der erste Teil der Doppelfolge Die Reise nach Amerika trägt den Titel Ein tragischer Unfall. In der Internet Movie Database wird nur diese Doppelfolge getrennt aufgeführt. Je nach Quelle variiert damit die Anzahl der Einzelfolgen zwischen 70 und 73.
Zur Veröffentlichung der Serie auf DVD wurden alle drei Staffeln jeweils halbiert und in insgesamt sechs Blöcke aufgeteilt. Die erste und vierte bis sechste Staffel besteht dort aus jeweils 12 Episoden, die zweite und dritte Staffel aus 11 Episoden. In der ZDFmediathek findet man ebenfalls diese Staffelgliederung, bei der im Gegensatz zur DVD-Ausgabe sämtliche Doppelfolgen als nummerierte Einzelfolgen zu finden sind (Die Heimkehr (1) und Die Heimkehr (2), dito für Der Versager und Die Reise nach Amerika). Die erste Staffel besteht dort aus 13 Episoden und Staffel 2 bis 6 jeweils aus 12 Episoden.

## Übersicht
| Staffel  | Anzahl Einzelfolgen | Erstausstrahlung D | Erstausstrahlung D |
| Staffel  | Anzahl Einzelfolgen | Staffelpremiere    | Staffelfinale      |
| -------- | ------------------- | ------------------ | ------------------ |
| 1        | 25                  | 22. Oktober 1985   | 23. Februar 1986   |
| 2        | 24                  | 15. Oktober 1987   | 26. März 1988      |
| 3        | 24                  | 8. Oktober 1988    | 25. März 1989      |
| Specials | 2                   | 20. Februar 2005   | 4. Dezember 2005   |

## Staffel 1
| Nr. (ges.) | Nr. (St.) | Originaltitel                | Erstausstrahlung D |
| ---------- | --------- | ---------------------------- | ------------------ |
| 1/2        | 1/2       | Die Heimkehr                 | 22. Okt. 1985      |
| 3          | 3         | Hilfe für einen Mörder       | 23. Okt. 1985      |
| 4          | 4         | Der Weltreisende             | 26. Okt. 1985      |
| 5          | 5         | Sterbehilfe                  | 27. Okt. 1985      |
| 6          | 6         | Die Entführung               | 3. Nov. 1985       |
| 7          | 7         | Die Wunderquelle             | 9. Nov. 1985       |
| 8          | 8         | Die Schuldfrage              | 17. Nov. 1985      |
| 9          | 9         | Der Dieb                     | 23. Nov. 1985      |
| 10         | 10        | Der Kunstfehler              | 1. Dez. 1985       |
| 11         | 11        | Die Mutprobe                 | 7. Dez. 1985       |
| 12         | 12        | Vaterschaft                  | 15. Dez. 1985      |
| 13         | 13        | Die falsche Diagnose         | 21. Dez. 1985      |
| 14/15      | 14/15     | Der Versager                 | 2. Jan. 1986       |
| 16         | 16        | Die fromme Lüge              | 4. Jan. 1986       |
| 17         | 17        | Der Mann mit dem Koffer      | 5. Jan. 1986       |
| 18         | 18        | Der Wert des Lebens          | 12. Jan. 1986      |
| 19         | 19        | Hochzeitstag                 | 18. Jan. 1986      |
| 20         | 20        | Das Findelkind               | 26. Jan. 1986      |
| 21         | 21        | Gewalt im Spiel              | 1. Feb. 1986       |
| 22         | 22        | Prost, Herr Professor!       | 9. Feb. 1986       |
| 23         | 23        | Steinschlag                  | 30. Sep. 1987      |
| 24         | 24        | Ein Kind, ein Kind, ein Kind | 15. Feb. 1986      |
| 25         | 25        | Der Infarkt                  | 23. Feb. 1986      |

## Staffel 2
| Nr. (ges.) | Nr. (St.) | Originaltitel                 | Erstausstrahlung D |
| ---------- | --------- | ----------------------------- | ------------------ |
| 26/27      | 1/2       | Die Reise nach Amerika        | 15. Okt. 1987      |
| 28         | 3         | Der Fremde in der Hütte       | 17. Okt. 1987      |
| 29         | 4         | Das Geständnis                | 24. Okt. 1987      |
| 30         | 5         | Intrigen                      | 31. Okt. 1987      |
| 31         | 6         | Spätes Glück                  | 7. Nov. 1987       |
| 32         | 7         | Besuch aus Kanada             | 14. Nov. 1987      |
| 33         | 8         | Udos Entschluss               | 21. Nov. 1987      |
| 34         | 9         | Das Vermächtnis               | 28. Nov. 1987      |
| 35         | 10        | Die Heimkehr                  | 5. Dez. 1987       |
| 36         | 11        | Nackte Tatsache               | 19. Dez. 1987      |
| 37         | 12        | Der Tod der alten Dame        | 26. Dez. 1987      |
| 38         | 13        | Die Erbschaft                 | 2. Jan. 1988       |
| 39         | 14        | Der Optimist                  | 9. Jan. 1988       |
| 40         | 15        | Die Freundin                  | 16. Jan. 1988      |
| 41         | 16        | Glück im Spiel                | 23. Jan. 1988      |
| 42         | 17        | Trennungen                    | 30. Jan. 1988      |
| 43         | 18        | Alles Theater                 | 6. Feb. 1988       |
| 44         | 19        | Wo ist Katarina?              | 13. Feb. 1988      |
| 45         | 20        | Der alte Herr                 | 27. Feb. 1988      |
| 46         | 21        | Gewichtsprobleme              | 5. März 1988       |
| 47         | 22        | Christas schwerster Tag       | 12. März 1988      |
| 48         | 23        | Der Tag der glücklichen Paare | 19. März 1988      |
| 49         | 24        | Carola will nach oben         | 26. März 1988      |

## Staffel 3
| Nr. (ges.) | Nr. (St.) | Originaltitel             | Erstausstrahlung D |
| ---------- | --------- | ------------------------- | ------------------ |
| 50         | 1         | Der Anfang vom Ende?      | 8. Okt. 1988       |
| 51         | 2         | Wie Du mir, so ich Dir    | 15. Okt. 1988      |
| 52         | 3         | Familienleben             | 22. Okt. 1988      |
| 53         | 4         | Hafturlaub                | 29. Okt. 1988      |
| 54         | 5         | Auf Leben und Tod         | 5. Nov. 1988       |
| 55         | 6         | Quacksalber               | 12. Nov. 1988      |
| 56         | 7         | Arzt zum Nulltarif        | 19. Nov. 1988      |
| 57         | 8         | Ein kleiner Teufel        | 26. Nov. 1988      |
| 58         | 9         | Der kranke Professor      | 3. Dez. 1988       |
| 59         | 10        | Udos Konflikt             | 10. Dez. 1988      |
| 60         | 11        | Eine starke Frau          | 17. Dez. 1988      |
| 61         | 12        | Sorge um Benjamin         | 31. Dez. 1988      |
| 62         | 13        | Mit Geld geht alles?      | 7. Jan. 1989       |
| 63         | 14        | Gefahr für Udo            | 14. Jan. 1989      |
| 64         | 15        | Der zudringliche Patient  | 21. Jan. 1989      |
| 65         | 16        | Die Rentnerinitiative     | 28. Jan. 1989      |
| 66         | 17        | Herzstillstand            | 4. Feb. 1989       |
| 67         | 18        | Arzt unter Verdacht       | 11. Feb. 1989      |
| 68         | 19        | Ein Mädchen in Angst      | 18. Feb. 1989      |
| 69         | 20        | Rivalen                   | 25. Feb. 1989      |
| 70         | 21        | Sturz mit Folgen          | 4. März 1989       |
| 71         | 22        | Nierenspende              | 11. März 1989      |
| 72         | 23        | Transplantation           | 18. März 1989      |
| 73         | 24        | Hochzeit mit Hindernissen | 25. März 1989      |

## Specials
| Nr. (ges.)        | Nr. (St.) | Originaltitel                                                        | Erstausstrahlung D |
| ----------------- | --------- | -------------------------------------------------------------------- | ------------------ |
| Weihnachtsspecial |           |                                                                      |                    |
| –                 | –         | Das größte Fest des Jahres – Weihnachten bei unseren Fernsehfamilien | 26. Dez. 1991      |
| –                 | –         | Die nächste Generation                                               | 20. Feb. 2005      |
| –                 | –         | Neue Zeiten                                                          | 4. Dez. 2005       |